# أركتيا (شركة)
شركة أركتيا شركة محدودة هي شركة مملوكة للدولة الفنلندية مسؤولة عن تشغيل أسطول كاسحات الجليد الفنلندي. تأسست الشركة باسم شركة أركتيا للشحن المحدودة في عام 2010 عندما تم دمج خدمات كسر الجليد الفنلندية. تم تغيير اسم الشركة الأم إلى شركة أركتيا المحدودة في 18 يناير 2016. لديها الشركات التابعة التالية: (كاسحات الجليد التقليدية)،  (كاسحات الجليد البحرية متعددة الأغراض)، أركتيا كارهو المحدودة (كاسحات الجليد في الموانئ والقطر)، و أركتيا لخدمات الإدارة المحدودة.  تمتلك شركة أركتيا مكتبًا عائمًا بجوار قاعدة كاسحة الجليد في كاتاجانوكا في هلسنكي.
توفر شركة أركتيا خدمات كسر الجليد لوكالة النقل الفنلندية خلال فصل الشتاء وكذلك للشركات الخاصة في حقول الغاز والنفط البحرية. 
في عام 2013، استقال أنتي فيرتالا، رئيس مجلس إدارة الشركة، بسبب فضيحة تتعلق برعاية نادي الكيرلنج الخاص به. 